# Svéd túraautó-bajnokság
A svéd túraautó-bajnokság (Swedish Touring Car Championship (STCC)) Svédország túraautó bajnoksága. A sorozat 1996 óta létezik. A bajnokság 2008-as győztese Richard Göransson, a csapatok közül pedig a WestCoast Racing szerezte meg a címet. Jelenleg hat autógyár van jelen, a Chevrolet, az Opel, a BMW, a Volkswagen, a Volvo és a Honda.

## Pontozás
| Helyezés | Pontok száma |
| -------- | ------------ |
| 1.       | 10           |
| 2.       | 8            |
| 3.       | 6            |
| 4.       | 5            |
| 5.       | 4            |
| 6.       | 3            |
| 7.       | 2            |
| 8.       | 1            |

## Bajnokok
| Szezon | Bajnokság         | Bajnokság | Bajnokság                 | Független bajnokság | Független bajnokság |
| Szezon | Versenyző         | Gyártó    | Csapat                    | Versenyző           | Gyártó              |
| ------ | ----------------- | --------- | ------------------------- | ------------------- | ------------------- |
| 1996   | Jan Nilsson       | Volvo     | Volvo Motorsport          | -                   | -                   |
| 1997   | Jan Nilsson       | Volvo     | Volvo Motorsport          | -                   | -                   |
| 1998   | Fredrik Ekblom    | BMW       | West Coast Racing         | Pontus Mörth        | Opel                |
| 1999   | Mattias Ekström   | Audi      | Kristoffersson Motorsport | Kim Esbjug          | BMW                 |
| 2000   | Tommy Rustad      | Nissan    | Crawford Nissan Racing    | Magnus Krokström    | Audi                |
| 2001   | Roberto Colciago  | Audi      | Kristoffersson Motorsport | Tobias Johansson    | Audi                |
| 2002   | Roberto Colciago  | Audi      | Kristoffersson Motorsport | Tobias Johansson    | Audi                |
| 2003   | Fredrik Ekblom    | Audi      | Kristoffersson Motorsport | -                   | -                   |
| 2004   | Richard Göransson | BMW       | West Coast Racing         | Johan Nilsson       | Volvo               |
| 2005   | Richard Göransson | BMW       | West Coast Racing         | Johan Nilsson       | BMW                 |
| 2006   | Thed Björk        | Audi      | Kristoffersson Motorsport | Joakim Fridh        | BMW                 |
| 2007   | Fredrik Ekblom    | BMW       | West Coast Racing         | Joakim Fridh        | Opel                |
| 2008   | Richard Göransson | BMW       | West Coast Racing         | Tobias Johansson    | Mercedes-Benz       |
| 2009   | Tommy Rustad      | Volvo     | Polestar Racing           | Viktor Hallrup      | BMW                 |

## Külső hivatkozások
- A bajnokság hivatalos honlapja